# Fredrik Wulff
 Ikke at forveksle med Frederik Wulff.
Fredrik Amadeus Wulff (født 11. februar 1845 i Göteborg, død 31. december 1930) var en svensk sprogforsker.
Wulff blev student 1866, Dr. phil. 1874, docent i det franske sprog 1875 og var professor i romanske sprog ved Lunds Universitet 1888—1910. Ved siden af et rigt og anset forfatterskab på den romanske filologis område af fagvidenskabelig natur helligede sig Wulff studiet af fonetiske og sprogrytmiske spørgsmål, såvel vedrørende de romanske som navnlig det svenske sprog, og sammen med I.A. Lyttkens udgav han blandt andet Svenska språkets ljudlära och beteckningslära (1885), Svensk uttalsordbok (1889), Svensk ordlista (1911), Metodiska ljudövningar (samme år), Ordskatt och ljudförråd i svenska språket (1916). Wulff gjorde desuden gennem udmærkede oversættelser en række af den italienske litteraturs klassiske værker tilgængelige for publikum: Dantes Vita nuova (1897), Petrarca (1905-07), Leopardi (1913).